# Sída

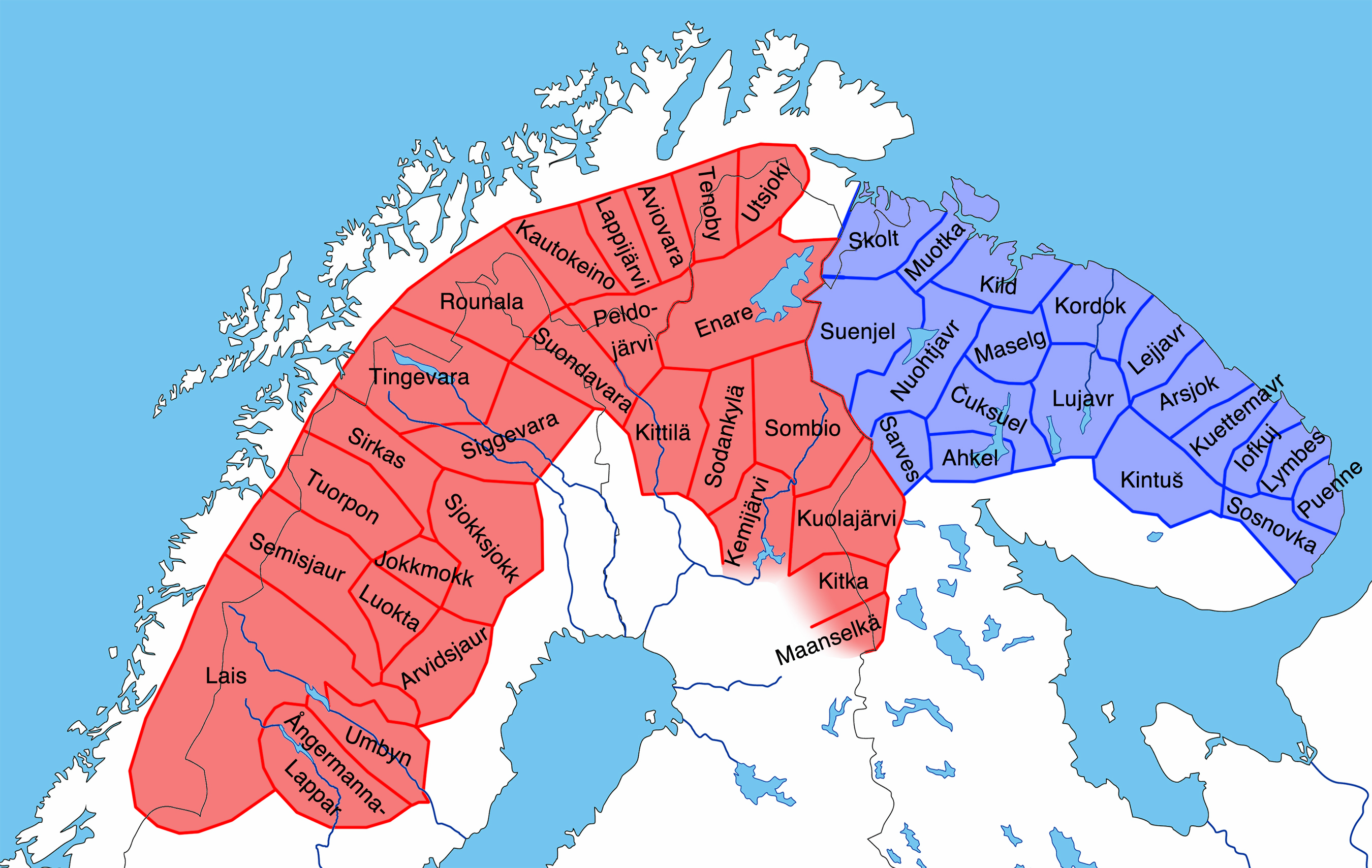
Sobí pastevecké komunity/Sámské osídlení v 16. století v Laponsku

Sída nebo také siida je místní sámské společenství, které existuje od nepaměti. Sída (v různých sámských jazycích cearru, siida, sita, kite)  nebo „sobí pastevecký okrsek“ je sámská oblast hledání potravy pro soby, skupina pro pasení sobů a organizace, která pracuje pro hospodářský prospěch svých členů. Sobí pastevecká sída vznikla jako adaptace starodávných principů sída na obrovská stáda kočovných sobů.  Ve švédském právu se nazývá sameby („sámská vesnice“), v norském právu reinbeitesdistrikt („sobí pastevní oblast“) a ve finském právu paliskunta. Pastevecké organizace se mezi zeměmi jen mírně liší s výjimkou Ruska, kde tyto starší organizace byly nahrazeny kolchozy.